# DNIS
El Servicio de identificación de número marcado (DNIS por sus siglas en inglés) es un servicio vendido por las empresas de telecomunicaciones a clientes corporativos que les permite determinar qué número de teléfono fue marcado por el cliente. Esto es útil para determinar cómo responder a una llamada entrante. La central envía un número DNIS al sistema telefónico del cliente durante el establecimiento de llamada. El número DNIS es normalmente de 4 a 10 dígitos de longitud.
Cualquier número DID (Marcación interna directa) tendrá un DNIS. Este es el número enviado desde la oficina central de la PBX (Private branch exchange), diciendo al sistema telefónico que se marcó el número. 
Por ejemplo, una empresa puede tener un número gratuito de teléfono diferente para cada línea de productos que vende. Si un call center gestiona llamadas de varias líneas de productos, la Central telefónica que recibe la llamada puede analizar el DNIS y responder con  un saludo grabado apropiado. Una empresa también puede utilizar varios números de teléfono gratuitos para atender al cliente en diferentes idiomas, para lo cual cada idioma se asocia con un número gratuito dedicado. 
Con los sistemas IVR, el DNIS se utiliza como información de enrutamiento para fines de despacho, para determinar qué secuencia de comandos o servicio debe ser ejecutado en base al número marcado para llegar a la plataforma IVR . Por ejemplo, 0906 123 4567 y 0906 123 4568 pueden  conectarse al mismo "IVR", pero un número puede ser requerido para proporcionar un servicio de la competencia y el otro podría ser una línea de información. El DNIS es lo que distingue a estas líneas entre sí y, por tanto, el IVR sabrá qué servicio debe proporcionar a la persona que llama. 